# سیارک ۲۰۹۵۲
سیارک ۲۰۹۵۲ (به انگلیسی: 20952 Tydeus، نامگذاری:5151T-2) بیست هزار و نهصد و پنجاه و دومین سیارک کشف شده‌است که در ۲۵ سپتامبر ۱۹۷۳ کشف شد.
قدر مطلق سیارک برابر ۱۱٫۸۰ است.